# Liste der Biografien/Hori
Liste der Biografien |
Portal Biografien |
Personensuche
# |
A |
B |
C |
D |
E |
F |
G |
H |
I |
J |
K |
L |
M |
N |
O |
P |
Q |
R |
S |
T |
U |
V |
W |
X |
Y |
Z |
?
 
Ha |
Hd |
He |
Hi |
Hj |
Hk |
Hl |
Hm |
Hn |
Ho |
Hr |
Hs |
Ht |
Hu |
Hv |
Hw |
Hy
 
Hoa |
Hob |
Hoc |
Hod |
Hoe |
Hof |
Hog–Hok |
Hol |
Hom |
Hon |
Hoo |
Hop |
Hoq |
Hor |
Hos |
Hot |
Hou |
Hov |
How |
Hox |
Hoy |
Hoz
 
Hora |
Horb |
Horc |
Hord |
Hore |
Horf |
Horg |
Horh |
Hori |
Horj |
Hork |
Horl |
Horm |
Horn |
Horo |
Horp |
Horr |
Hors |
Hort |
Horu |
Horv |
Horw |
Horx |
Hory |
Horz
Die Liste der Biografien führt alle Personen auf, die in der deutschsprachigen Wikipedia einen Artikel haben. Dieses ist eine Teilliste mit 96 Einträgen von Personen, deren Namen mit den Buchstaben „Hori“ beginnt.

## Hori
- Hori, altägyptischer Wesir der 19. und 20. Dynastie
- Hori, altägyptischer König der 13. Dynastie
- Hori II., Vizekönig von Kusch unter König Siptah bis Ramses III.
- Hori III., Vizekönig von Kusch unter König Ramses III. bis Ramses V.
- Hori, Hidemasa (1553–1590), japanischer Samurai
- Hori, Ichirō (1910–1974), japanischer Erforscher des religiösen Brauchtums
- Hori, Kenta (* 1999), japanischer Fußballspieler
- Hori, Kentarō, japanischer theoretischer Physiker
- Hori, Kento (* 1982), japanischer Fußballspieler
- Hori, Kōsuke (1934–2023), japanischer Politiker
- Hori, Kyūsaku (1900–1974), japanischer Geschäftsmann
- Hori, Naoto (* 1964), japanischer Fußballspieler
- Hori, Ryūjo (1897–1984), japanische Puppenmacherin
- Hori, Shinji (1890–1978), japanischer Bildhauer
- Hori, Takafumi (* 1967), japanischer Fußballspieler
- Hori, Tatsuo (1904–1953), japanischer SchriftstellerHori Tatsuo (1904–1953)

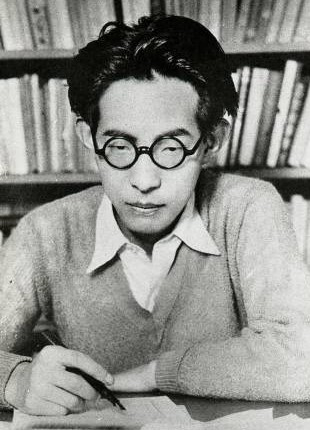
Hori Tatsuo (1904–1953)

- Hori, Yoshitaki (* 1933), japanischer Eisschnellläufer
- Hori, Yūka (* 1996), japanische Leichtathletin

### Horia
- Horia, Vintilă (1915–1992), rumänischer Schriftsteller

### Horib
- Horiba, Masao (1924–2015), japanischer Erfinder und Geschäftsmann
- Horibata, Hiroyuki (* 1986), japanischer Marathonläufer

### Horic
- Horić, Kenan (* 1990), bosnischer Fußballspieler
- Höricht, Ingo (* 1955), deutscher Komponist, Geiger, Ensembleleiter, Produzent und Musikpädagoge
- Höricke, Friedrich (* 1963), deutscher Pianist und Komponist
- Höricke, Lothar (* 1937), deutscher Schriftsteller und Dramaturg

### Horie
- Horie, Ayaka, japanische Badmintonspielerin
- Horie, Kenichi (* 1938), japanischer Segler
- Horie, Misato (* 1987), japanische Leichtathletin
- Horie, Shigeo (1903–2000), japanischer Bankmanager
- Horie, Tadao (1913–2003), japanischer Fußballspieler und Wirtschaftswissenschaftler
- Horie, Takafumi (* 1972), japanischer Unternehmer und ehemaliger CEO von Livedoor
- Horie, Toshiyuki (* 1964), japanischer Schriftsteller und Übersetzer
- Horie, Yui (* 1976), japanische Synchronsprecherin und Sängerin

### Horig
- Hörig, August (1834–1884), deutscher Gewerkschafter und Sozialdemokrat
- Hörig, Elmar (* 1949), deutscher Radio- und Fernsehmoderator
- Hörig, Günter (1927–2009), deutscher Jazz-Pianist und Komponist
- Hörig, Jürgen (* 1965), deutscher Fernsehmoderator, Journalist und SängerJürgen Hörig (* 1965)

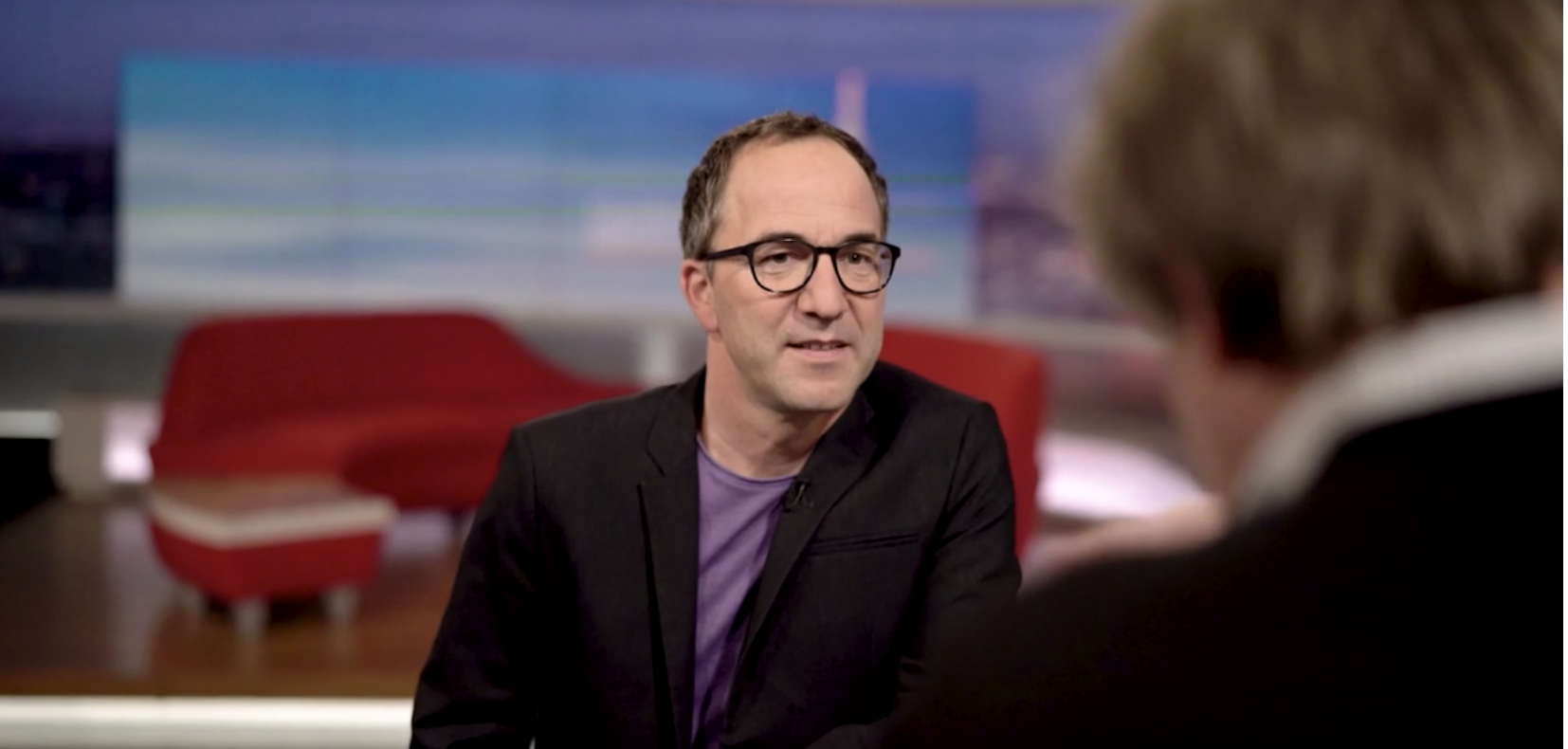
Jürgen Hörig (* 1965)

- Hörig, Monika, deutsche Radrennfahrerin
- Hörig, Rainer (1956–2024), deutscher Journalist und Autor
- Hörig, Ursula (* 1932), deutsche Schriftstellerin
- Horigome, Mitsuo (* 1974), japanischer Skilangläufer
- Horigome, Yūki (* 1992), japanischer Fußballspieler
- Horigome, Yūto (* 1994), japanischer Fußballspieler
- Horigome, Yūto (* 1999), japanischer Skateboarder
- Horiguchi, Daigaku (1892–1981), japanischer Schriftsteller und Übersetzer
- Horiguchi, Sutemi (1895–1984), japanischer Architekt

### Horih
- Horiha, Dmytro (* 1997), ukrainischer Handballspieler

### Horii
- Horii, Gakuya (* 1975), japanischer Fußballspieler
- Horii, Kōha (1897–1990), japanischer Maler
- Horii, Manabu (* 1972), japanischer Eisschnellläufer
- Horii, Tomitarō (1890–1942), Generalmajor der kaiserlich japanischen Armee
- Horii, Yoshiharu (* 1953), japanischer Fußballspieler
- Horii, Yūji (* 1954), japanischer Videospieleentwickler
- Horiike, Hiromitsu (* 1971), japanischer Fußballspieler
- Horiike, Takumi (* 1965), japanischer Fußballspieler

### Horik
- Horik I. († 854), dänischer Wikingerkönig, (813–854)
- Horik II., dänischer Wikingerkönig (857–870)
- Horikane, Shunmei (* 2002), japanischer Fußballspieler
- Horikawa (1079–1107), 73. Tennō von Japan (1087–1107)
- Horikawa, Megumi (* 1995), japanische Judoka
- Horikawa, Toshihiro (* 1989), japanischer Fußballspieler
- Horikita, Maki (* 1988), japanische Schauspielerin
- Horikoshi, Daizo (* 1996), japanischer Fußballspieler
- Horikoshi, Jirō (1903–1982), japanischer FlugzeugkonstrukteurJirō Horikoshi (1903–1982)

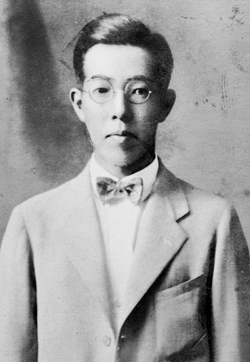
Jirō Horikoshi (1903–1982)

- Horikoshi, Kōhei (* 1986), japanischer Manga-Zeichner

### Horin
- Horine, Field (1915–2005), US-amerikanischer Autor, Leiter von Radio München, dem späteren Bayerischen Rundfunk
- Horine, George (1890–1948), US-amerikanischer Leichtathlet
- Hořínek, Otakar (1929–2015), tschechoslowakischer Sportschütze
- Höring, Emil (1890–1973), deutscher SS-Gruppenführer und Polizeigeneral
- Höring, Felix O. (1902–1984), deutscher Mediziner
- Höring, Klaus (* 1934), deutscher Schauspieler und Regisseur
- Höring, Matthias (* 1962), deutscher Tischtennisspieler
- Höring, Patrik C. (* 1968), deutscher katholischer Theologe
- Horinouchi Hisao (1924–2010), japanischer Politiker
- Horinouchi, Satoshi (* 1979), japanischer Fußballspieler

### Horio
- Horio, Sadaharu (1939–2018), japanischer Künstler
- Horion, Adolf (1888–1977), deutscher Koleopterologe
- Horion, Emma (1889–1982), deutsche Vertreterin der katholischen Frauenfürsorge in der Christlichen Frauenbewegung
- Horion, Johannes (1876–1933), deutscher Politiker, Landeshauptmann der Rheinprovinz
- Horiot, Hugo (* 1982), französischer Autor und Regisseur

### Horir
- Horiraa, altägyptischer Beamter

### Horis
- Hörisch, Felix (* 1983), deutscher Politikwissenschaftler und Hochschullehrer
- Hörisch, Jochen (* 1951), deutscher Literatur- und Medienwissenschaftler
- Horischna, Lilja (* 1994), ukrainische Ringerin
- Horishima, Ikuma (* 1997), japanischer Freestyle-Skier
- Hörist, Johann (1961–2007), römisch-katholischer Geistlicher, Rektor des päpstlichen Priesterkollegs Santa Maria dell’Anima

### Horit
- Höritzsch, Jürgen (* 1958), deutscher Maler und Grafiker

### Horiu
- Horiuchi, Annick (* 1959), französische Mathematikhistorikerin
- Horiuchi, Glenn (1955–2000), US-amerikanischer Jazzpianist, Shamisenspieler und Komponist
- Horiuchi, Masakazu (1911–2001), japanischer Bildhauer
- Horiuchi, Mitsuo (1930–2016), japanischer Politiker
- Horiuchi, Paul (1906–1999), japanisch-amerikanischer Künstler
- Horiuchi, Yota (* 2004), japanischer Fußballspieler

### Horix
- Horix, Johann Baptist (1730–1792), deutscher Jurist, Staatsrechtslehrer und Staatsbeamter in kurzmainzischen und kaiserlichen Diensten

### Horiy
- Horiyoshi III (* 1946), japanischer Tätowierer

### Horiz
- Horizon, Kim de l’ (* 1992), nichtbinäre schweizerische Person, die Lyrik, Prosa und Theaterstücke verfasstKim de l’Horizon (* 1992)

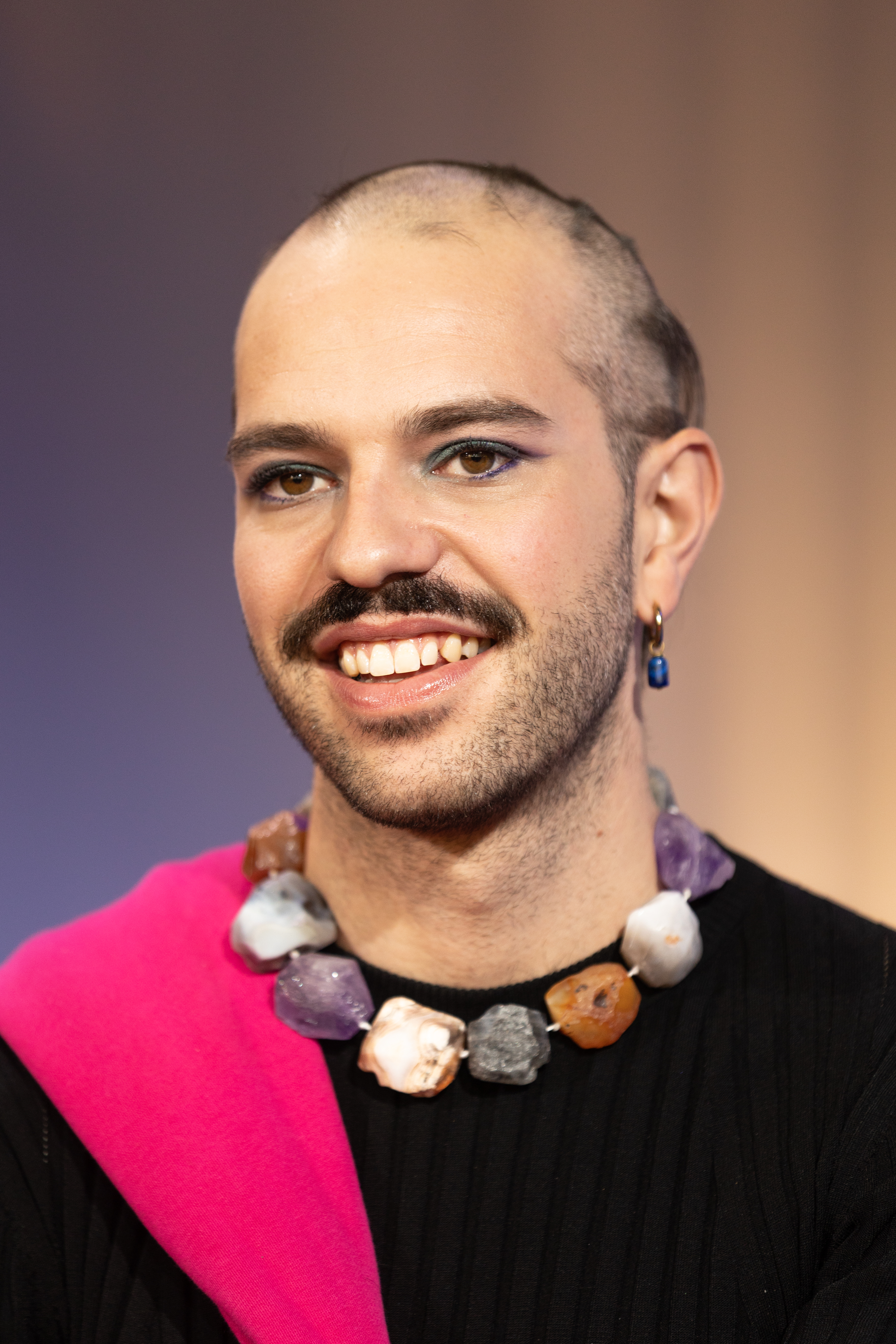
Kim de l’Horizon (* 1992)